# Saint-Léonard-en-Beauce
Saint-Léonard-en-Beauce és un municipi francès, situat al departament del Loir i Cher i a la regió de Centre – Vall del Loira. L'any 2007 tenia 609 habitants.

## Demografia

### Població
El 2007 la població de fet de Saint-Léonard-en-Beauce era de 609 persones. Hi havia 244 famílies, de les quals 68 eren unipersonals (32 homes vivint sols i 36 dones vivint soles), 84 parelles sense fills, 84 parelles amb fills i 8 famílies monoparentals amb fills.
La població ha evolucionat segons el següent gràfic:
Habitants censats

### Habitatges
El 2007 hi havia 327 habitatges, 258 eren l'habitatge principal de la família, 39 eren segones residències i 30 estaven desocupats. 326 eren cases i 1 era un apartament. Dels 258 habitatges principals, 228 estaven ocupats pels seus propietaris, 28 estaven llogats i ocupats pels llogaters i 2 estaven cedits a títol gratuït; 2 tenien una cambra, 9 en tenien dues, 48 en tenien tres, 67 en tenien quatre i 132 en tenien cinc o més. 202 habitatges disposaven pel capbaix d'una plaça de pàrquing. A 113 habitatges hi havia un automòbil i a 127 n'hi havia dos o més.

### Piràmide de població
La piràmide de població per edats i sexe el 2009 era:
| Homes | Edats   | Dones |
| ----- | ------- | ----- |
| 0     | 95 o +  | 0     |
| 0     | 90 a 94 | 8     |
| 0     | 85 a 89 | 4     |
| 4     | 80 a 84 | 0     |
| 20    | 75 a 79 | 16    |
| 20    | 70 a 74 | 20    |
| 16    | 65 a 69 | 20    |
| 24    | 60 a 64 | 20    |
| 8     | 55 a 59 | 24    |
| 12    | 50 a 54 | 12    |
| 28    | 45 a 49 | 20    |
| 20    | 40 a 44 | 20    |
| 12    | 35 a 39 | 20    |
| 12    | 30 a 34 | 20    |
| 16    | 25 a 29 | 8     |
| 20    | 20 a 24 | 8     |
| 20    | 15 a 19 | 16    |
| 12    | 10 a 14 | 0     |
| 12    | 5 a 9   | 12    |
| 16    | 0 a 4   | 12    |

## Economia
El 2007 la població en edat de treballar era de 375 persones, 284 eren actives i 91 eren inactives. De les 284 persones actives 259 estaven ocupades (142 homes i 117 dones) i 25 estaven aturades (12 homes i 13 dones). De les 91 persones inactives 40 estaven jubilades, 23 estaven estudiant i 28 estaven classificades com a «altres inactius».

### Ingressos
El 2009 a Saint-Léonard-en-Beauce hi havia 260 unitats fiscals que integraven 617 persones, la mediana anual d'ingressos fiscals per persona era de 18.284 €.

### Activitats econòmiques
Dels 20 establiments que hi havia el 2007, 1 era d'una empresa alimentària, 7 d'empreses de construcció, 7 d'empreses de comerç i reparació d'automòbils, 1 d'una empresa d'hostatgeria i restauració, 1 d'una empresa d'informació i comunicació, 1 d'una empresa financera, 1 d'una empresa immobiliària i 1 d'una empresa de serveis.
Dels 9 establiments de servei als particulars que hi havia el 2009, 1 era un taller de reparació d'automòbils i de material agrícola, 2 paletes, 1 guixaire pintor, 2 lampisteries, 1 electricista, 1 empresa de construcció i 1 restaurant.
Dels 3 establiments comercials que hi havia el 2009, 1 era una botiga de més de 120 m², 1 una fleca i 1 una botiga de material de revestiment de parets i terra.
L'any 2000 a Saint-Léonard-en-Beauce hi havia 27 explotacions agrícoles que ocupaven un total de 2.691 hectàrees.

## Equipaments sanitaris i escolars
El 2009 hi havia una escola elemental integrada dins d'un grup escolar amb les comunes properes formant una escola dispersa.

## Poblacions més properes
El següent diagrama mostra les poblacions més properes.